# SMS Helgoland (1912)
Ez a szócikk az osztrák-magyar cirkálóról szól. A német Császári Haditengerészet csatahajóját lásd itt: SMS Helgoland (1909)
Az SMS Helgoland az Osztrák–Magyar Monarchia haditengerészetének gyorscirkálója volt, amely több sikeres akciót is vezetett az első világháború idején.

## Építése
1911 márciusában a Monarchia haditengerészete éppen döntött egy flottamodernizációs programról, aminek középpontjában többek között a gyorscirkálók álltak, új, módosított példányai a feljavított Admiral Spaun osztálynak. Az új cirkálónak az SMS Helgoland nevet szánták, az 1864-es Helgolandi csatáról, amiről később maga ez a gyorscirkáló osztály is kapta nevét.
A hajógerinc lefektetése 1911. október 28-án történt a Ganz Danubius fiumei üzemében. A gépházban történt tömegcsökkentő eljárások következtében (elhagyták az indító vagy menetturbinákat) lehetővé vált a burkolatot és a páncélzatot tovább erősíteni, valamint két új löveget is beépíteni. Habár az előzetes tervek csak 10 cm-es lövegekkel számoltak, ezt már a tervezés kezdeténél elégtelennek ítélték, ezért javasolták a főlövegek 15 cm-es űrméretűre emelését, ez azonban nem valósult meg. A háború alatt ez a típus-hátrány be is igazolódott. A vízre bocsátás alig egy évvel az építés megkezdése után, 1912. november 23-án sikeresen megtörtént, de a szolgálatba állás csak 1914. augusztus 29-re datálható, majdnem egy hónappal testvérhajója, az SMS Saida után.

## Bevetések
- 1914. november 2-án támadást intézett a Lissa szigetén partra szállt francia csapatok ellen
- 1914. december 21/22-én sikertelenül próbálja meg feltartóztatni a francia Jules Michelet cirkálót
- 1915. február 18/19-én támadásra indult az Otrantói-szorosban felállított tengerzár ellen. Látótávolságra került a görög Eli cirkálóval
- 1915 május 23-án a teljes k.u.k. haditengerészettel együtt tömeges támadásban vett részt az olasz hadüzenet után Itália keleti partjainál. A Helgoland a Baritól nem messze fekvő Barláttát támadta. Összecsapott az olasz Libia cirkálóval, a Città di Catania segédcirkálóval és a Turbine rombolóval. Ez utóbbit a tűzpárbaj során súlyosan megrongálta, majd a nap folyamán az Csepel és Tátra rombolók elsüllyesztették.
- 1915. július 22/23-án Ortonát bombázta
- 1915. augusztus 17-én a Saidával kötelékben Pelagosa ágyúzása
- 1915. november 22/23-án szintén a Saidával felderítést végzett az Otrantói-szorosban
- 1915. december 5/6-án szintén felderítő akció az Otrantói-szorosban, kötelékben a Saidával
- 1915. december 29-én támadásra indult Durazzo felé. Útközben felfedezte a francia Monge tengeralattjárót, amelyet legázolt. Ezután a kikötőt védő lövegeket támadta, majd hazaindult. A visszaúton az antant egységei bekerítették, majd kibontakozott a háború egyik legnagyobb tengeri csatája az Adriián, a Durazzói csata. Az ellenséggel párhuzamosan haladva a nagy túlerőben vívott hosszú tűzpárbajt velük rézsutosan haladva az Adrián északnyugati egészen Bariig hajózva. Az éj leple alatt levált az ellenségről és hazafutott Sebenicóba. A csatában két ember meghalt, a Helgoland öt találatot kapott.
- 1916. február 3-án kötelékben az SMS St. Georg páncélos cirkálóval St. Vito-t és Ortunát támadta
- 1916. július 4/5-én a tengeri zár felderítésére indult az Otrantói-szorosba
- 1916. augusztus 28/29-én az egész Császári és Királyi Haditengerészettel együtt tömegtámadásban vett részt az olasz keleti partok ellen.
- 1917. május 14/15-én a Saidával és a Novarával részt vett az Otrantói csatában, ahol a k.u.k. haditengerészet megpróbálta áttörni a lezárt tengerszorost. Hat, tengeralattjárók ellen hálót vontató hajót elsüllyesztett, majd csatába bocsátkozott két brit (HMS Bristol és HMS Dartmouth), valamint az olasz Marsala cirkálóval, illetve még olasz rombolókkal. A csata során öt találatot kapott, ebben meghalt egy ember, illetve 16 megsérült.
- 1917. október 19-én a Valona kikötővárosát támadta
- 1918. június 9-én a Cattarói-öbölben egy közös támadó hadműveletet hajtott volna végre a Novarával, illetve négy rombolóval mint az „A-támadócsoport” hajója az Otrantói-tengerzár ellen. Mivel időközben a Szent István csatahajót az olasz flotta elsüllyesztette, így az akciót törölték.
- 1918. október 9/10-én a Novarával és 4 rombolóval az utolsó háború bevetésében vett részt, biztosították a Durazzo-konvoj útvonalát.

## Sorsa a háború után
A háború végeztével a Helgoland a Cattarói-öbölben, Gjenovicnál állomásozott francia felügyelet egészen 1919 végéig, amikor is átvontatták Bizertába. 1920 januárjának végén mint antant hadizsákányt a párizsi tengerészeti bizottság Olaszországnak ítélte. Így 1920. szeptember 19-én az olasz flotta Brindisi néven hadrendbe állította. 1929. november 25-én vonták ki a szolgálatból, majd ezután lakóhajóként használták. 1934. március 11-én Triesztbe szállították, majd feltehetőleg szétbontották.

## Fordítás
- Ez a szócikk részben vagy egészben az SMS Helgoland (1912) című német Wikipédia-szócikk ezen változatának fordításán alapul.  Az eredeti cikk szerkesztőit annak laptörténete sorolja fel. Ez a jelzés csupán a megfogalmazás eredetét és a szerzői jogokat jelzi, nem szolgál a cikkben szereplő információk forrásmegjelöléseként.